# Сведјерњик
Сведјерњик (слч. Svederník) насељено је мјесто са административним статусом сеоске општине (слч. obec) у округу Жилина, у Жилинском крају, Словачка Република.

## Становништво
| Година:    | 1994. | 2004.    | 2014.   | 2024.    |
| ---------- | ----- | -------- | ------- | -------- |
| Број људи: | 902   | 1002     | 1048    | 1733     |
| Разлика:   |       | +11,08 % | +4,59 % | +65,36 % |

| Година:    | 2023. | 2024.   |
| ---------- | ----- | ------- |
| Број људи: | 1702  | 1733    |
| Разлика:   |       | +1,82 % |

Према подацима о броју становника из 2024. године насеље је имало 1733 становника.